# Мануель Ортіз
Мануель Ортіз (англ. Manuel Ortiz; 2 липня 1916 — 31 травня 1970) — американський боксер мексиканського походження, чемпіон світу з боксу серед професіоналів у легшій вазі (1942—1947, 1947—1950).
У 1996 році внесений до Міжнародної зали боксерської слави. Боксерський журнал «Ринг» включив його до списку 80 найкращих бійців останніх 80 років.

## Аматорська кар'єра
Виступи на великих любительських боксерських змаганнях розпочав у 1937 році: у червні виборов титул чемпіона штату Каліфорнія у найлегшій вазі, нокаутувавши у фіналі Боба Спенсера; у листопаді у фіналі щорічного турніру «Золоті рукавички» Тихоокеанського узбережжя технічним нокаутом переміг Кенні Ліндсея. У грудні того ж року в Бостоні став переможцем Всеамериканського турніру за діамантовий пояс і Золоту рукавичку імені Герста, перемігши у фіналі за очками Романа Еверта.

## Професійна кар'єра
У професійному боксі дебютував у 1938 році.
8 серпня 1941 року здійснив першу, але невдалу, спробу вибороти титул чемпіона штату Каліфорнія, поступившись за очками Тоні Олівері. Проте вже 2 січня 1942 року, з другоїспроби, став чемпіоном Каліфорнії, перемігши того ж таки Оліверу.
7 серпня 1942 року виборов звання чемпіона світу у легшій вазі, перемігши свого співвітчизника Лу Саліка. Протягом наступних п'яти років неодноразово захищав свій титул, аж доки 6 січня 1947 року не поступився Гарольду Дейду. За два місяці, 11 березня того ж року, повернув собі чемпіонський титул, вигравши бій-реванш.
31 травня 1950 року в Йоганесбурзі (ПАР) втратив чемпіонський титул, програвши місцевому боксеру Віку Товілу.
Після цього перейшов у напівлегку вагу, але, не досягнувши там значних успіхів, у грудні 1955 року завершив боксерську кар'єру.